# Invaze v zátoce Sviní
Invaze v zátoce Sviní (správnější překlad názvu Bahía de Cochinos je Záliv/zátoka ostenců (podle ryby Balistes vetula z čeledi ostencovité, ve španělštině nazývané také cochino (svině)), byla neúspěšná operace kubánských exulantů, kteří v dubnu 1961 pod vedením CIA napadli jižní Kubu. Tuto akci financovala a podporovala americká administrativa a jejím cílem bylo svržení Fidela Castra. Operace proběhla necelé tři měsíce poté, co se John Fitzgerald Kennedy stal 35. americkým prezidentem. Kvůli podcenění příprav však skončila naprostou porážkou. Kubánské ozbrojené síly odhodlané bránit výdobytky revoluce, vycvičené a vybavené státy Východního bloku, rozdrtily invazní bojovníky do tří dnů. Navíc se Fidel Castro v následujících měsících ještě více přimkl k Sovětskému svazu.
Důsledkem tohoto vylodění byla karibská krize.

## Před invazí

### Příčiny
Kuba byla pod silným vlivem USA již od konce španělsko-americké války v roce 1898. Ten ochabl až po pádu prezidenta Batisty. K moci se dostal silně levicově zaměřený Castro, který vyhrotil vztahy pozemkovou reformou resp. znárodněním velkého množství zemědělské půdy a těžebních podniků. Kubánská ekonomika sice následně vlivem obchodní blokády a sankcí ze strany USA začala upadat, situace však využil Sovětský svaz, který v roce 1960 nabídl odkoupení části budoucí sklizně cukrové třtiny a poskytl výhodné půjčky na nákup zbraní.
Po dalším znárodňování, tentokrát bank a podniků (především cukrovarů) s americkým podílem, se velení CIA na popud emigrantů a mafie rozhodlo odstranit kubánského vůdce.

### Přípravy
Nejprve se uvažovalo o atentátu, ale od jara 1960 probíhal výcvik kubánských emigrantů (Operace 40), kteří měli po invazi podpořit všelidové povstání. V srpnu byli vytipováni dobrovolníci do Brigády 2506. Jako místo vylodění bylo vybráno město Trinidad. Bojovým křtem prošly invazní jednotky v listopadu 1960 při potlačování guatemalské občanské války.
V lednu 1961 přešel projekt pod administrativu nově zvoleného prezidenta Kennedyho, který se nejprve k celé operaci stavěl spíše skepticky. V březnu 1961 došlo ke změně plánu. Jako cíl invaze byla vybrána Zátoka sviní na jižním pobřeží Kuby. Hlavním místem vylodění byla pláž ''Playa Giron'', která se nachází v ústí zálivu. Jednalo se o těžko překonatelný bažinatý terén. CIA však doufala, že odlehlost tohoto místa ztíží přísun posil nepřítele. Invazní síly ovšem ztratily možnost podpory od místních guerrillových jednotek, jejichž základny se nacházely více než 100 kilometrů daleko. Kennedy nakonec určil termín akce na 17. dubna.

## Invaze

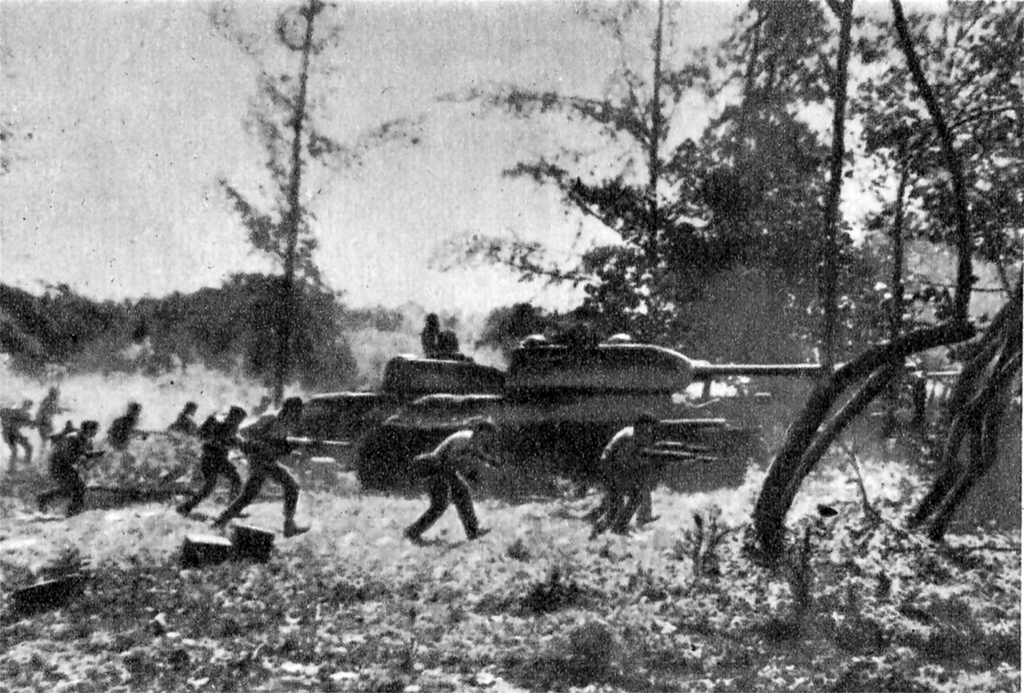
19. dubna 1961 - poslední boje okolo vesnice Girón.

Celé akci předcházela propagandistická příprava zaměřená proti Castrovi. V předevečer invaze podnikli Američané nálet na klíčová letiště na ostrově. Jako první se v noci z 16. na 17. dubna vylodili příslušníci speciálního obojživelného týmu. K jejich překvapení však zde objevili ozbrojenou hlídku, která zmařila veškeré snahy o moment překvapení. Problémy se vyskytly i u druhé jednotky, kde několik člunů narazilo na skalnaté dno a potopilo se i s kompletní výbavou. Třetí skupině se podařilo obsadit nedalekou vesnici a místní letiště.
Během rána následujícího dne byly všechny pláže dobyty a začalo vyloďování těžké techniky. Kvůli nedostatečnému leteckému krytí však Brigáda přišla o loď vezoucí zdravotnické vybavení a těžce poškozena byla komunikační zařízení jednotek. Také výsadek parašutistů, jejichž úkolem bylo zajištění silnic do vnitrozemí ostrova, byl vykoupen velkými ztrátami. Kromě toho Američané ztratili dvě transportní lodě s palivem a municí.
K místu se začaly stahovat kubánské ozbrojené síly i se samotným Fidelem Castrem, který se osobně chopil velení. Jeho jednotky se ještě téhož dne pokusily zaútočit, ale byly odraženy. Přesto se invazní síly musely dopoledne následujícího dne pro nedostatek munice stáhnout.
Během 18. dubna vládní jednotky přebraly iniciativu a za podpory letectva se pokusily útočníky zničit. Osud invazních sil byl zpečetěn v noci na 19. dubna, kdy Brigáda ztratila většinu svých letadel a zásobovací čluny se bez krytí odmítly přiblížit k pobřeží.
19. dubna se obrana zhroutila a během odpoledne padla poslední bašta odporu, vesnice Girón. Přeživší se pokusili uprchnout do bažin a některým se poté podařilo z Kuby uprchnout, ale většina jich byla zajata.

## Následky

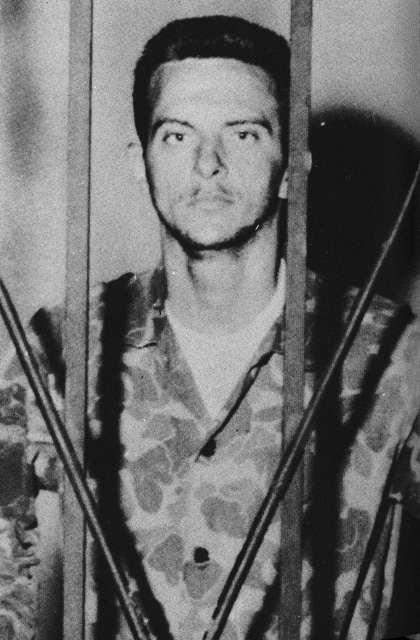
Pepe San Román, jeden z velitelů proticastrovských sil. Fotografie pořízena během jeho věznění.

Celkem bylo zabito 118 vojáků invazních sil a přes 1 200 zajato. Kubánské ozbrojené síly ztratily 176 mužů, dalších zhruba 4 000 bylo zraněno.
Většinu zajatců Castro následně vyměnil za jídlo a léky.
Operace znamenala velkou mezinárodní ostudu pro prezidenta USA Kennedyho respektive pro Spojené státy americké, navíc vedla k ještě většímu sblížení Kuby se Sovětským svazem. Vyhrocená situace později vyústila v karibskou krizi.